# Мобільний інтернет

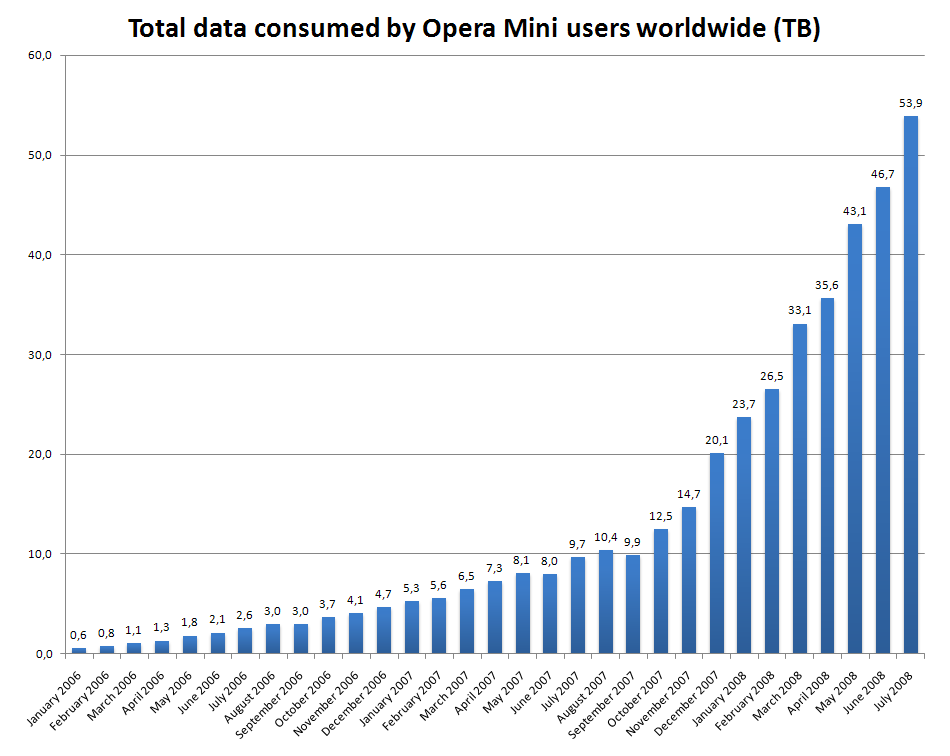
Світовий трафік, що генерують користувачі з Опери Міні.

Мобільний Інтернет — сукупна назва бездротових технологій для доступу до мережі Інтернет. Мобільний інтернет можуть використовувати як мобільні пристрої, так і стаціонарні, адже в такому випадку знижуються витрати на прокладання фізичного доступу через кабелі. На тепер[коли?] доступ до мобільного інтернету можуть забезпечувати наступні стільникові стандарти: GSM, UMTS, LTE (найпоширеніші зі стандартів).

## У світі
Успіх мобільного Інтернету у світі тісно пов'язаний з активним розвитком технологій мобільного зв'язку та передачі даних.
Технології мобільного зв'язку та передачі даних є активно розвиненим напрямком у світі сучасних інформаційних технологій. Розвиток технологій передачі даних веде до реструктуризації всієї інформаційної індустрії та інтеграції телекомунікаційних, комп'ютерних та телевізійних мереж. Розвиток технологій бездротового мобільного зв'язку змінює спосіб життя самої людини. Комбінація цих технологій забезпечує мобільний доступ до ресурсів мережі Інтернет, що, зрештою, змінить її світ. Різні служби мобільної передачі даних, засновані на технології мобільного доступу в Інтернет, надають абонентам широкий вибір онлайнових послуг:
- операції з цінними паперами;
- покупку товарів;
- банківські операції;
- платежі по рахунках різного типу;
- орієнтацію і пошук об'єктів в населених пунктах.

За даними дослідження проведеного в 17 країнах Центральної та Східної Європи, 2008 рік був відзначений значним зростанням числа користувачів мобільного Інтернету. Якщо у 2007 році кількість користувачів мобільного Інтернету становила 3,6 % від загального числа користувачів мережі, то у 2008 році вона збільшилася до 12 %.
Користування мобільним Інтернетом входить до списку 10 найпопулярніших операцій з мобільним телефоном і рейтинг його продовжує зростати.
Всього за період з 2019 по 2024 рік понад 1,5 млрд людей з різних куточків світу почали активно користуватися мобільним інтернетом. У 2023 році, за даними Світового банку, до трійки лідерів з найшвидшим у світі мобільним інтернетом увійшли три країни Близького Сходу та Азії, зокрема ОАЕ, Катар та Південна Корея.

## Вартість мобільного Інтернету
Британський експертний портал cable.co.uk зібрав та проаналізував інформацію про тарифні плани послуг мобільної передачі даних у 230 країнах світу в період з 8 грудня 2020 року по 25 лютого 2021 року. Згідно з результатами дослідження найнижча середня ціна за 1 Гб мобільного Інтернету складала в наступних країнах:
- Ізраїлі — ¢5;
- Киргизстані — ¢15;
- Фіджі — ¢29;
- Італії — ¢27;
- Судані — ¢27.

Найдорожча середня ціна за 1 Гб мобільного Інтернету в:
- Екваторіальній Гвінеї — $49,67;
- на Фолклендських островах — $44,56;
- на Острові Святої Єлени — $39,87;
- Сан-Томе і Принсіпі — $30,97;
- Малаві — $25,46.

В Україні, станом на початок 2022 року, вартість 1 Гб мобільних даних складала (в середньому) — ¢75.

## В Україні
В Україні наданням послуг мобільного Інтернету займаються наступні оператори (торгові марки):
- GSM (WAP, GPRS, EDGE)
  - Київстар
  - Vodafone
  - Lifecell
- CDMA
  - PEOPLEnet
  - Інтертелеком
  - Велтон.Телеком
  - Vodafone
- UMTS (W-CDMA)
  - ТриМоб
  - Київстар
  - Lifecell
  - Vodafone
- WiMAX
  - FreshTel
  - Giraffe та інші.